# Караимское кладбище в Науяместисе
Караимское кладбище в Науяместисе — действующее старое караимское кладбище в селе Науяместис Паневежского района. Расположено вблизи р. Нявежис, в лесу, в 0,5 км к югу от моста через Нявежис у дороги 3008 «Науяместис—Упите».
Кладбище в Науяместисе — одно из трёх караимских, кроме dильнюсского и тракайского, действующих в Литве. Оно является вторым по величине в Литве после Тракая. У входа на кладбище размещена мемориальная доска, созданная местным художником Далиусом Дирсе. Рядом расположено старое еврейское кладбище.
Кладбище было основано в XV—XVII веках. Его территория обозначена старинными памятниками — стелами, на которых есть надписи на древнееврейском и караимском языках, а также символы иудаизма. На старой части кладбища могли быть похоронены и жертвы чумы 1710 года. На кладбище похоронен ряд известных людей: караимский поэт Шелумиель Лопато (1904–1923), поэт и переводчик Яков Малецкий, лесничий Исаак Чапроцкий и другие.

## История

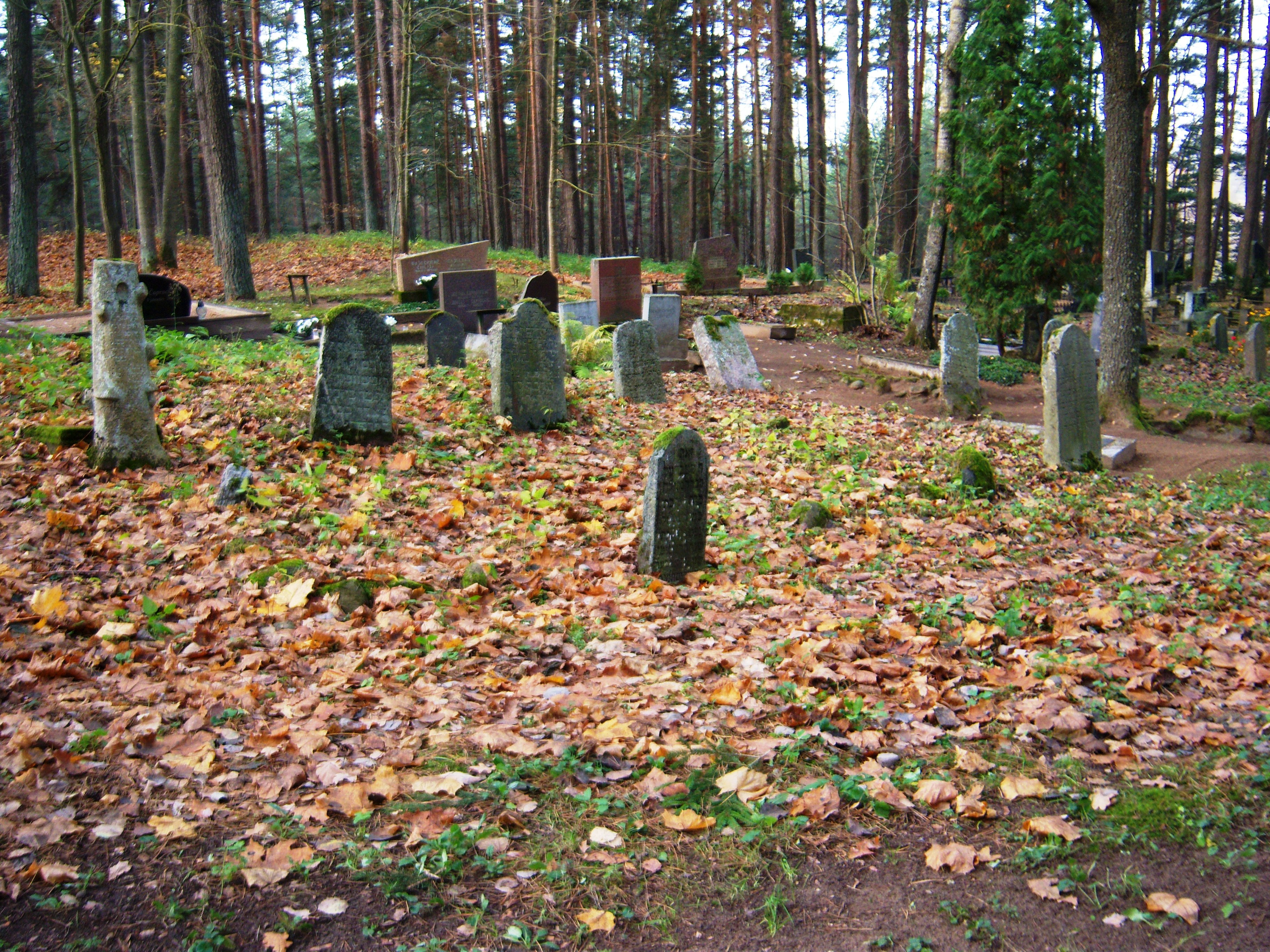
Надгробия в виде стел

В средние века одна из крупнейших общин караимов проживала в Науяместисе, где Витовт отводил для них землю. Здесь караимы занимались сельским хозяйством. Однако преследовавшие страну войны и эпидемии также сильно повлияли на караимов. Науяместис стал центром караимской общины Паневежского уезда. Граф Евстахий Карпис, владелец поместья Йонишкелис, к которому принадлежали и земли Науяместиса, решил снова ввести крепостное право для пострадавших от эпидемий крестьян Науяместиса, освобождённых в 1809 году. Он нарушил традицию бывших помещиков учитывать права и свободы караимов. Во время судебного процесса караимы потеряли право собственности на землю и должны были заплатить оброк. Крестьяне пытались сопротивляться, но, потеряв землю, они были вынуждены переехать в Паневежис. Действующее караимское кладбище осталось в Науяместисе.